# 1918 na política

## Eventos
- 4 de janeiro — A Rússia reconhece a independência da Finlândia declarada em 6 de dezembro de 1917.
- 8 de janeiro — O presidente americano Thomas Woodrow Wilson apresenta ao Congresso dos Estados Unidos o seu plano de paz mundial, conhecido como "14 pontos"
- 16 de fevereiro — Primeira Guerra Mundial:
  - Lituânia declara a sua independência da Rússia e da Alemanha.
  - Otomanos incendeiam a biblioteca de Bagdá.
  - O porto inglês de Dover é bombardeado por um submarino alemão.
- 1 de março — Rodrigues Alves é eleito presidente do Brasil e Delfim Moreira é eleito vice-presidente.
- 3 de março — Rússia, Áustria e Alemanha assinam o Tratado de Brest-Litovski, que marca a saída da Rússia da Primeira Guerra Mundial.
- 5 de março — A cifra ADFGVX é utilizada pela primeira vez nas transmissões via rádio do Império Alemão.
- 22 de março — Antonio Maura y Montaner substitui Manuel García Prieto como presidente do governo de Espanha.
- 17 de julho — O czar Nicolau II da Rússia é executado por bolcheviques com a sua família.
- 22 de agosto — É lançado ao mar o navio de batalha HMS Hood, orgulho da marinha real britanica.
- 19 a 25 de setembro — Terceiro ataque transjordano, uma campanha militar das forças do Império Britânico contra o Império Otomano e os seus aliados no teatro de operações do Médio Oriente, que culmina com a  tomada de Amã no dia 25.
- 23 de setembro — Batalha de Haifa, que terminou com a tomada de Haifa pela Exército da Índia Britânica, que derrotaram a guarnição otomana, alemã e austro-húngara.
- 26 de setembro a 1 de outubro — Campanha militar das forças do Império Britânico, França e do xarife de Meca contra o Império Otomano e os seus aliados no teatro de operações do Médio Oriente com a missão de conquistar Damasco, que começou com a tomada de Daraa. Damasco caiu em 1 de outubro.
- 9 de novembro — Manuel García Prieto substitui Antonio Maura y Montaner como presidente do governo da Espanha.
- 11 de novembro — Fim da Primeira Guerra Mundial, com a derrota da Alemanha às 11 horas.
- 14 de novembro — Álvaro Figueroa y Torres Mendieta substitui Manuel García Prieto como presidente do governo de Espanha.
- 15 de novembro — Delfim Moreira substitui Venceslau Brás como presidente do Brasil, em caráter interino.
- 18 de novembro — Independência da Letónia.

## Nascimentos
| Data           | Nome                        | Profissão                                                      | Nacionalidade                          | Observações                                        | Ref   |
| -------------- | --------------------------- | -------------------------------------------------------------- | -------------------------------------- | -------------------------------------------------- | ----- |
| 10 de janeiro  | Arthur Chung                | presidente da Guiana de 1970 a 1980                            | Reino Unido (Guiana Britânica)         | m. 2008                                            |       |
| 15 de janeiro  | Gamal Abdel Nasser          | presidente do Egipto de 1954 a 1970                            | Reino Unido · (Egipto)                 | m. 1970 Nobel da Paz 1978                          | [ 1 ] |
| 22 de março    | Cheddi Jagan                | presidente da Guiana de 1992 a 1997                            | Reino Unido (Guiana Britânica)         | m. 1997                                            |       |
| 6 de abril     | Alfredo Ovando Candia       | presidente da Bolívia de 1965 a 1966, em 1966 e de 1969 a 1970 | Bolívia                                | m. 1982                                            |       |
| 6 de maio      | Zayed bin Sultan al Nahayan | presidente dos Emirados Árabes Unidos de 1971 a 2004           | Reino Unido · (Emirados Árabes Unidos) | m. 2004                                            |       |
| 18 de julho    | Nelson Mandela              | Presidente da África do Sul de 1994 a 1999                     | África do Sul                          | m. 2013 Prémio Lenin da Paz 1990 Nobel da Paz 1993 | [ 1 ] |
| 28 de agosto   | Alejandro Agustín Lanusse   | presidente da Argentina de 1971 a 1973                         | Argentina                              | m. 1996                                            |       |
| 9 de setembro  | Oscar Luigi Scalfaro        | presidente da Itália de 1992 a 1999                            | Itália                                 | m. 2012                                            |       |
| 19 de setembro | Chaim Herzog                | presidente de Israel de 1983 a 1993                            | Reino Unido (Irlanda do Norte)         | m. 1997                                            |       |
| 9 de outubro   | E. Howard Hunt              | ex-agente da CIA ligado ao caso Watergate                      | Estados Unidos                         | m. 2007                                            |       |
| 25 de dezembro | Ahmed Ben Bella             | presidente da Argélia de 1962 a 1965                           | Argélia                                | m. 2012                                            |       |
| ??             | Elza Fernandes              | militante política do Partido Comunista Brasileiro             | Brasil                                 | m. 1936                                            |       |

## Mortes
| Data          | Nome                      | Profissão                                   | Nacionalidade | Observações | Ref |
| ------------- | ------------------------- | ------------------------------------------- | ------------- | ----------- | --- |
| 14 de maio    | Joaquim Pimenta de Castro | foi um oficial militar e político português | Portugal      | n. 1846     |     |
| 20 de agosto  | Alcindo Guanabara         | jornalista e político                       | Brasil        | n. 1865     |     |
| 29 de outubro | Michel Oreste             | presidente do Haiti de 1913 a 1914          | Haiti         | n. 1859     |     |